# Пасифика
Пасифика (на английски: Pacifica) е град в окръг Сан Матео, района на залива на Сан Франциско, щата Калифорния, САЩ. Пасифика е разположен на Тихия океан.

## Население
Пасифика е с население от 38 390 души (2000).

## География
Общата площ на Пасифика е 32,80 км2 (12,70 мили2).